# I Saw the Light
Pour plus de détails, voir Fiche technique et Distribution.
I Saw the Light est un film dramatique biographique américain réalisé par Marc Abraham, sorti en 2015. Il met en vedette Tom Hiddleston dans le rôle du chanteur de musique country Hank Williams. Il est basé sur le livre Hank Williams: The Biography de Colin Escott, George Merritt et William (Bill) MacEwen. Il a été projeté dans la section Présentations spéciales du Festival international du film de Toronto 2015.

## Synopsis
Aux abords des années 40, Hank Williams est déjà une légende de la musique country. Faisant la connaissance d'Audrey Sheppard, cette dernière devient non seulement sa femme, mais également son imprésario puisque Hank est au sommet de sa gloire.

## Fiche technique
- Titre : I Saw the Light
- Réalisation : Marc Abraham
- Scénario : Marc Abraham
- Photographie : Dante Spinotti
- Montage : Alan Heim
- Musique : Aaron Zigman
- Pays d'origine : États-Unis
- Format : Couleurs - 2,35:1
- Genre : biographie
- Date de sortie : 2015

## Distribution
- Tom Hiddleston : Hank Williams
- Elizabeth Olsen : Audrey Williams
- Bradley Whitford : Fred Rose
- Cherry Jones : Lillie Williams
- Maddie Hasson : Billie Jean Jones
- Wrenn Schmidt : Bobbie Jett
- David Krumholtz : James Dolan
- Josh Pais : Dore Schary
- Wesley Robert Langlois : Don Helms
- Joshua Brady : Sammy Pruett
- Casey Bond : Jerry Rivers
- Jayson Warner Smith : Hank Snow